# Élection présidentielle soudanaise de 2010
L'élection présidentielle soudanaise de 2010 ont eu lieu entre le 11 et le 15 avril 2010, les élections ont été prolongées à partir de la date initiale du 13 avril,. Ces élections visaient à élire le président et l'Assemblée nationale du Soudan, ainsi que le président et l'Assemblée législative du Sud-Soudan. Elles ont mis fin à la période de transition commencée en 2005, après plusieurs décennies de guerre civile au Soudan.
Les premiers résultats, publiés le 20 avril, ont montré que le parti du président Omar el-Béchir, le Congrès national, était largement en tête. Le 26 avril, les résultats complets ont été annoncés et la victoire d'el-Béchir a été confirmée avec 68,24 % des voix.

## Candidats
Le chef du SPLM, Salva Kiir Mayardit, a déclaré qu'il se présenterait à l'élection présidentielle. Il bénéficiera également du soutien des anciens rebelles de l'Est, membres du Congrès Beja, afin d'accroître ses chances de destituer Omar el-Béchir, au pouvoir depuis 1989.
69 partis se sont inscrits pour l'élection.
Les partis d'opposition, dont le SPLM, ont envisagé de désigner Sadiq al-Mahdi, Premier ministre de 1986 à 1989, comme candidat à la présidence. Yasser Arman était le candidat du SPLM, mais celui-ci s'est retiré de l'élection présidentielle, invoquant des craintes de fraude.
Le professeur d'université Abdullah Ali Ibrahim prévoyait de se présenter comme candidat indépendant à la présidence. Le chef de l'opposition islamiste Hassan al-Turabi a annoncé le 2 janvier 2010 que son parti, le Parti du Congrès populaire, avait désigné son chef adjoint, Abdallah Deng Nhial, comme candidat à la présidence. L'une des femmes politiques les plus célèbres, la professeure Fatima Abdel Mahmoud, a été nommée par le Parti de l'Union démocratique socialiste soudanaise qu'elle dirige, comme candidate à la présidence.

## Controverses
De nombreuses accusations d'irrégularités ont contraint à prolonger les élections de deux jours supplémentaires, pour un total de quatre jours. Cependant, l'ancien président américain Jimmy Carter s'est dit satisfait de cette prolongation, tout en surveillant les élections (avec un contingent de l'UE). Le dernier jour des élections, le chef du parti au pouvoir dans le sud a déclaré : « Il y a trois jours, dans la nuit, des soldats de l'armée du sud se sont rendus au domicile du président du Parti du Congrès national (NCP) à Raja et l'ont tué, ainsi que huit autres membres du NCP.» Il a affirmé que c'était la colère qui avait poussé les gens à voter pour le parti au pouvoir. Le Mouvement populaire de libération du Soudan a nié toute responsabilité tout en revendiquant la répression.
Une vidéo publiée sur YouTube montre des agents électoraux en uniforme et un enfant remplissant des bulletins de vote et les insérant dans des urnes. L'un d'eux s'est dit heureux que la période de vote ait été prolongée pour leur permettre de terminer leur travail. Cette vidéo, qui n'a pas été vérifiée de manière indépendante, est présentée par des militants de l'opposition soudanaise comme preuve de fraude électorale. La Commission électorale nationale (CEN) l'a cependant qualifiée de faux et a refusé d'enquêter. Même après l'annonce des résultats, l'opposition affirme qu'il y a eu une « fraude massive » et envisage de contester le résultat devant les tribunaux.
Des cas de manipulation des circonscriptions électorales ont également été signalés et détaillés dans un rapport du Rift Valley Institute en avril 2010.